# Prokop Škoda
Dom Prokop Škoda, OSB († 1803) byl v letech 1789-1801 převorem-administrátorem Emauzského kláštera benediktinského řádu v Praze. Od roku 1801 až do své smrti byl tamtéž opatem.

## Život
Prokop Škoda byl od roku 1789 převorem Emauzského kláštera a po dlouhém snažení se mu v roce 1792 podařilo vymanit Emauzy z područí Břevnova. V klášteře založil obrazovou sbírku, do které levně skupoval umělecká díla z klášterů zrušených Josefinskými reformami. Byl rovněž dobrým hospodářem a dokázal klášter velmi pozvednout. Roku 1801 byl v Emauzích jmenován opatem, byl jím však pouhé dva roky. Jeho nástupcem se stal Leopold Žalda.